# 布季謝 (科留科夫卡區)
51°47′55″N 32°22′0″E / 51.79861°N 32.36667°E
布季謝（烏克蘭語：Будище），是烏克蘭北部的村莊，隸屬切爾尼希夫州的科留基夫卡區。該村面積0.07平方公里，海拔高度149米，2001年人口2，人口密度每平方公里29.41人。